# Eric Tigerstedt
Eric Magnus Campbell Tigerstedt (14. srpna 1887 Helsinky – 20. dubna 1925 New York) byl finský elektrotechnik. Získal 71 patentů a měl přezdívku „finský Edison“.
Již ve třinácti letech se mu podařilo sestrojit elektromotor. Studoval v Německu na Friedrichs-Polytechnikum a spolupracoval s Valdemarem Poulsenem. Věnoval se technologii barevné fotografie a snažil se o zdokonalení elektronky. V roce 1914 uspořádal v Berlíně promítání svého díla Wort und Bild, které bylo jedním z prvních zvukových filmů. Vynalezl také přístroj, který byl předchůdcem mobilního telefonu.
Jeho výzkumy narušila první světová válka, kdy byl vypovězen z Německa, pak bojoval ve finské občanské válce proti bolševikům. Po válce odešel do Spojených států, kde založil podnik na výrobu rozhlasových přijímačů. V roce 1924 byl těžce zraněn při autonehodě a o rok později zemřel na tuberkulózu.
Jeho otcem byl geolog a poslanec Axel Fredrik Tigerstedt.